# Габріель Ернандес (ватерполіст)
Габріель Ернандес (ісп. Gabriel Hernández, 2 січня 1975) — іспанський ватерполіст.
Учасник Олімпійських Ігор 2000, 2004, 2016 років. Чемпіон світу з водних видів спорту 2001 року.